# 梁永亨
梁永亨（1996年11月24日—），澳洲男子羽毛球運動員。

## 簡歷
2016年4月，梁永亨出戰在大溪地舉行的大洋洲羽毛球錦標賽，分別拿得男子雙打和混合雙打比賽季軍。
2017年2月，梁永亨出戰在新喀里多尼亞努美阿舉行的大洋洲羽毛球錦標賽，與米切尔·惠勒合作打進男子雙打比賽準決賽。

## 主要比賽成績
只列出曾進入準決賽的國際賽事成績：
| 年份   | 賽事                         | 公開賽級別 | 項目     | 拍檔            | 成績   |
| ------ | ---------------------------- | ---------- | -------- | --------------- | ------ |
| 2016年 | 大洋洲羽毛球錦標賽           | 其他       | 男子雙打 | 丹尼尔·范       | 季軍   |
| 2016年 | 大洋洲羽毛球錦標賽           | 其他       | 混合雙打 | 何羨儒          | 季軍   |
| 2017年 | 大洋洲羽毛球錦標賽           | 其他       | 男子雙打 | 米切尔·惠勒     | 季軍   |
| 2018年 | 北港羽毛球國際賽             | 未來系列賽 | 男子雙打 | 米切尔·惠勒     | 準決賽 |
| 2018年 | 大洋洲羽毛球錦標賽           | 其他       | 男子雙打 | 米切尔·惠勒     | 季軍   |
| 2019年 | 大洋洲羽毛球錦標賽           | 其他       | 男子雙打 | 米切尔·惠勒     | 亞軍   |
| 2019年 | 大洋洲羽毛球錦標賽           | 其他       | 混合雙打 | 格罗娅·萨莫维尔 | 冠軍   |
| 2019年 | 大洋洲羽毛球混合團體錦標賽   | 其他       | 混合團體 | －              | 冠軍   |
| 2019年 | 北港羽毛球國際賽             | 未來系列賽 | 男子雙打 | 米切尔·惠勒     | 亞軍   |
| 2019年 | 懷卡托羽毛球國際賽           | 國際系列賽 | 混合雙打 | 格罗娅·萨莫维尔 | 亞軍   |
| 2019年 | 巴林羽毛球國際系列賽         | 國際系列賽 | 男子雙打 | 米切爾·惠勒     | 準決賽 |
| 2020年 | 大洋洲羽毛球錦標賽           | 其他       | 混合雙打 | 格罗娅·萨莫维尔 | 冠軍   |
| 2020年 | 大洋洲羽毛球男女子團體錦標賽 | 其他       | 男子團體 | －              | 冠軍   |

| 2007-2017年 | 首要超級賽 | 超級賽 | 黃金大獎賽 | 大獎賽 | 國際挑戰賽 | 國際系列賽 | 未來系列賽 | 其他 |

| 2018-2026年 | 總決賽 | 超級1000賽 | 超級750賽 | 超級500賽 | 超級300賽 | 超級100賽 | 國際挑戰賽 | 國際系列賽 | 未來系列賽 | 其他 |

### 奧運會和世錦賽參賽紀錄
| 年份     | 搭檔            | 2017 | 2018 | 2019 | 2020       | 2021 |
| -------- | --------------- | ---- | ---- | ---- | ---------- | ---- |
| 男子雙打 | 米切尔·惠勒     | 48強 | －   | 48強 | －         | －   |
|          |                 |      |      |      |            |      |
| 混合雙打 | 格羅婭·薩莫維爾 | －   | －   | 32強 | 小組第四名 | 48強 |